# Італійська Серія A 1932–1933
Сезон 1932-33 Серії A — футбольне змагання у найвищому дивізіоні чемпіонату Італії, 4-й турнір з моменту започаткування Серії A. Участь у змаганні брали 18 команд, 2 гірших з яких за результатами сезону полишили елітний дивізіон.
Переможцем сезону став клуб «Ювентус», для якого ця перемога у чемпіонаті стала 5-ю в історії та третьою поспіль.
| Чемпіон Італії 1932/33 |
| ---------------------- |
| «Ювентус» 5-й титул    |

## Команди-учасниці

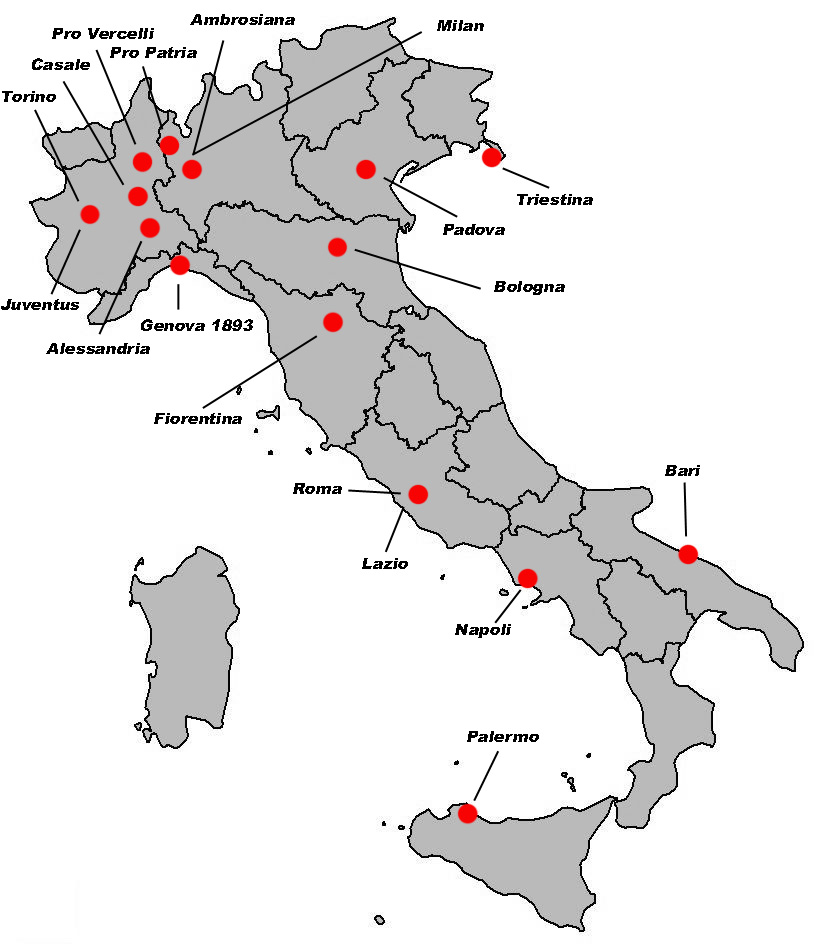
Місцезнаходження команд Серії A сезону 1932-33

Участь у турнірі брали 18 команд:

## Підсумкова турнірна таблиця
|                                          |     | Турнірна таблиця 1932-1933 | О  | І  | В  | Н  | П  | М+ | М- |
| ---------------------------------------- | --- | -------------------------- | -- | -- | -- | -- | -- | -- | -- |
| Чемпіон Італії · Вийшов до Кубка Мітропи | 1.  | «Ювентус»                  | 54 | 34 | 25 | 4  | 5  | 83 | 23 |
| Вийшов до Кубка Мітропи                  | 2.  | «Амброзіана-Інтер»         | 46 | 34 | 19 | 8  | 7  | 80 | 53 |
|                                          | 3.  | «Болонья»                  | 42 | 34 | 15 | 12 | 7  | 69 | 33 |
|                                          | 4.  | «Наполі»                   | 42 | 34 | 18 | 6  | 10 | 64 | 38 |
|                                          | 5.  | «Рома»                     | 39 | 34 | 14 | 11 | 9  | 58 | 35 |
|                                          | 6.  | «Фіорентина»               | 39 | 34 | 16 | 7  | 11 | 48 | 38 |
|                                          | 7.  | «Торіно»                   | 36 | 34 | 14 | 8  | 12 | 65 | 54 |
|                                          | 8.  | «Дженова 1893»             | 34 | 34 | 13 | 8  | 13 | 58 | 60 |
|                                          | 9.  | «Трієстина»                | 34 | 34 | 14 | 6  | 14 | 41 | 56 |
|                                          | 10. | «Лаціо»                    | 33 | 34 | 12 | 9  | 13 | 42 | 44 |
|                                          | 11. | «Мілан»                    | 32 | 34 | 11 | 10 | 13 | 57 | 62 |
|                                          | 12. | «Про Верчеллі»             | 29 | 34 | 13 | 3  | 18 | 42 | 58 |
|                                          | 13. | «Палермо»                  | 29 | 34 | 11 | 7  | 16 | 28 | 58 |
|                                          | 14. | «Падова»                   | 28 | 34 | 8  | 12 | 14 | 43 | 55 |
|                                          | 15. | «Алессандрія»              | 28 | 34 | 10 | 8  | 16 | 42 | 60 |
|                                          | 16. | «Казале»                   | 24 | 34 | 9  | 6  | 19 | 35 | 75 |
| Вибув до Серії B                         | 17. | «Барі»                     | 22 | 34 | 8  | 6  | 20 | 40 | 68 |
| Вибув до Серії B                         | 18. | «Про Патрія»               | 21 | 34 | 8  | 5  | 21 | 46 | 71 |

## Бомбардири
Найкращим бомбардиром сезону 1932/1933 Серії A став гравець клубу «Ювентус» Феліче Борель, який відзначився 29 забитими голами.
|     | Гравець              | Команда            | Голів | (пенальті) |
| --- | -------------------- | ------------------ | ----- | ---------- |
| 1°  | Феліче Борель        | «Ювентус»          | 29    | -          |
| 2°  | Анджело Ск'явіо      | «Болонья»          | 28    | -          |
| 3°  | Антоніо Вояк         | «Наполі»           | 22    | -          |
| 4°  | Джузеппе Меацца      | «Амброзіана-Інтер» | 20    | -          |
| 5°  | Феліче Левратто      | «Амброзіана-Інтер» | 19    | -          |
|     | Маріо Романі         | «Мілан»            | 19    | -          |
|     | Аттіла Саллюстро     | «Наполі»           | 19    | -          |
| 8°  | Джованні Бузоні      | «Торіно»           | 17    | -          |
| 9°  | Раффаеле Константіно | «Рома»             | 15    | 1          |
|     | Хуан Еспосто         | «Дженоа»           | 15    | -          |
|     | Джино Россетті       | «Торіно»           | 15    | -          |
| 12° | Аттіліо Демарія      | «Амброзіана-Інтер» | 13    |            |
| 13° | Педро Петроне        | «Фіорентіна»       | 12    |            |
|     | Родольфо Волк        | «Рома»             | 12    |            |
| 15° | Ренато Каттанео      | «Алессандрія»      | 11    |            |
|     | Маріо Челорія        | «Казале»           | 11    |            |
|     | Джованні Феррарі     | «Ювентус»          | 11    |            |
|     | Сільвіо Піола        | «Про Верчеллі»     | 11    |            |
|     | Карло Регуццоні      | «Болонья»          | 11    |            |

## Чемпіони
Склад переможців турніру:
| Воротар: Джанп'єро Комбі (34 матчі). Захисники: Умберто Калігаріс (32), Вірджиніо Розетта (31, 1 гол), Маріо Ферреро (5), Маріо Джента (1), Дуїліо Сантагостіно (1). Півзахисники: Луїджі Бертоліні (31), Луїс Монті (33, 6), Маріо Варльєн (33, 3), Джованні Варльєн (17, 3). Нападники: Феліче Борель (28, 29), Джованні Феррарі (33, 11), Раймундо Орсі (32, 10), П'єтро Сернаджотто (24, 7), Ренато Чезаріні (15, 8), Федеріко Мунераті (13, 3), Джованні Веккіна (9, 2), Франческо Імберті (2). Тренер: Карло Каркано. |